# 東京都立井草高等学校
東京都立井草高等学校（とうきょうとりつ いぐさこうとうがっこう）は、東京都練馬区上石神井に所在する東京都立高等学校。

## 沿革
- 1941年 - 府立第十八高等女学校（府立十八高女）として仮校舎（現在の武蔵丘高校内）にて開校。
- 1942年 - 府立井草高等女学校と改称。
- 1943年 - 現在地に移転。
- 1943年7月 - 都立井草高等女学校と改称。
- 1948年 - 都立井草新制高等学校設置。
- 1950年 - 都立井草高等学校と改称。
- 1967年 - 入試制度改革で学校群制度を実施。第34群（井草高校・石神井高校・大泉高校）に所属。
- 1982年 - 入試制度改革でグループ合同選抜制度に移行。32グループに所属。
- 1991年 - 創立50周年。
- 1994年 - 入試制度改革で単独選抜制になる。
- 2003年 - 1940年以来続いてきた学区制度が廃止される。

## 校風
「自主・自由・自律」という教育理念を伝統的に掲げており、制服や頭髪の色を規定していない。また、校則においても諸々の制約が少なく、生徒自身の自己判断が求められる。
部活動は、運動系ではダンス部や弓道部、文化系では書道部が盛んである。また都立高校では珍しいフットサル部が存在する。ダンス部は、全国大会の常連校である。
国際理解教育に力を入れており、都立高校では珍しくシンガポールやマレーシアへの修学旅行を実施している。また、オーストラリアへ希望生徒を派遣する「オーストラリア国際交流プログラム」や、オーストラリアから迎えた留学生との交流プログラムを実施している。

## 行事
文化祭は「井草祭」と呼ばれ、毎年9月中旬に行われる。
全校が文化祭一色となり、当日には井草祭常任委員作成の巨大なゲートが入口に設置される。
体育祭では、クラスごとの応援団が本格的なダンスパフォーマンスを行う。

## 部活動
運動系
- 硬式野球部
- 男子硬式テニス部
- 女子硬式テニス部
- ソフトテニス部
- 男子バレーボール部
- 女子バレーボール部
- 男子バスケットボール部
- 女子バスケットボール部
- バドミントン部
- サッカー部
- フットサル部
- ダンス部
- 卓球部
- 弓道部
- 剣道部
- 柔道部
- 水泳部
- 陸上部

文化系
- 吹奏楽部
- 美術部
- 演劇部
- 文芸部
- 写真部
- 天文部
- 茶道部
- 書道部
- 生物部
- 料理研究部
- 社会福祉研究部
- 漫画研究部
- ESS研究部
- ギター同好会
- コンピュータ同好会

## 同窓会
井草会と呼ばれる。2年に一度総会が開かれており、吹奏楽部が校歌を演奏するのが伝統化している。

## 交通
出典 : 
- 電車

| 路線名     | 最寄り駅   | 徒歩所要時間 |
| ---------- | ---------- | ------------ |
| 西武新宿線 | 上石神井駅 | 10分         |
| 西武新宿線 | 上井草駅   | 8分          |

- バス

| 運行事業者 | 乗車駅       | 系統               | 下車停留所   |
| ---------- | ------------ | ------------------ | ------------ |
| 西武バス   | 荻窪駅       | 荻14・荻15・荻15-2 | 「井草高校」 |
| 西武バス   | 石神井公園駅 | 石22               | 「井草高校」 |

## 周辺環境
- 練馬・杉並区境にある。住居表示上の井草という町は杉並区にある。

## 著名な出身者
- 新井素子（SF小説家）
- 稲村優奈（声優）
- 大沢秀介（法学者）
- おのえりこ（漫画家）
- けらえいこ（漫画家）
- 高倉あつこ（漫画家）
- 小池由朗（作詞家・作曲家）
- 小林治（イラストレーター・アニメ演出家）
- 桜金造（タレント）
- 佐藤克彦（ミュージシャン・ギタリスト）
- 田中裕二（爆笑問題）
- 上田耕一（俳優・声優）
- 笘篠ひとみ（元宝塚歌劇団花組娘役）
- 中川秀直（元衆議院議員、元官房長官）
- 夏野剛（実業家）
- 野島昭生（声優）
- 蓮見翔（ダウ90000）
- 藤井暁（元テレビ朝日アナウンサー）
- 船田戦闘機（小説家）
- 古橋信孝（武蔵大学名誉教授）
- 町野朔（法学者）
- 本山和夫（元東京理科大学理事長）[3]
- 渡部英美（元NHKアナウンサー、跡見学園女子大学教授）

## 舞台・モデルとなっている作品
- あたしンち
- SSSS.GRIDMAN
- SSSS.DYNAZENON
- Youthful beautiful（ミュージックビデオ）
- ずっと前から好きでした。〜告白実行委員会〜
- 好きになるその瞬間を。〜告白実行委員会〜
- ヒロインたるもの!〜嫌われヒロインと内緒のお仕事〜
- アニメガタリ